# Rhypholophus bicuspidatus
Rhypholophus bicuspidatus là một loài ruồi trong họ Limoniidae. Chúng phân bố ở miền Tân bắc.